# 關詩珮
關詩珮（英語：Uganda Kwan Sze Pui），是香港文學和翻譯史研究學者，現為新加坡南洋理工大學中文系助理教授。

## 生平
關詩珮先後取得香港中文大學文學士、香港科技大學人文及社會科學部哲學碩士，並在2002年憑國費外國人留學生制度到東京大學進行本科畢業生研究。她隨後在2009年取得英國倫敦大學亞非學院博士，並曾在哈佛大學和東京大學擔任客席教授，主要研究漢學翻譯史和華文文學日語翻譯史。關在2017年出版了研究香港殖民地時期的英國漢學家或翻譯員事蹟的論集《譯者與學者》，獲得了香港中文文學雙年獎文學評論組推薦獎。2018年，關擬出版論集《全球香港文學：翻譯、出版傳播及文本操控》，但遭三聯出版社以內容涉及六四事件及八九十年代改革開放而要求她刪減相關內容，一度在文學界引起熱議，獲得黃念欣等其他學者聲援。關拒絕自我審查，選擇另尋出版社將著作完整出版，該作最終更名為《全球香港文學》並由台灣聯經出版社於2019年出版。

## 著作
- 《譯者與學者》（牛津大學出版社；2017年）
- 《全球香港文學》（聯經出版社；2019年）